# Bundesstraße 340
Die Bundesstraße 340 (Abkürzung: B 340) führte von der Bundesstraße 12 zur nahegelegenen österreichischen Grenze zwischen Simbach am Inn und Braunau am Inn. Sie lag ganz auf dem Gebiet der bayerischen Gemeinde Kirchdorf am Inn und war mit rund 600 Metern die kürzeste der deutschen Bundesstraßen.
Die B 340 wurde inzwischen zu einem Ast der B 12 umbenannt. Somit ist nun die B 468 Deutschlands kürzeste Bundesstraße (nicht als solche ausgeschildert) und die B 243a die kürzeste mit eigener Beschilderung.
Zur Zeit des Anschlusses Österreichs an das Deutsche Reich führte die Straße als Reichsstraße 340 weiter nach Osten über Braunau am Inn, Altheim (Oberösterreich), Ried im Innkreis bis Lambach, wo sie die damalige Reichsstraße 31 (jetzt: Wiener Straße) erreichte. Die Länge dieses Abschnitts betrug rund 80 km. Heute trägt der als Landesstraße B klassifizierte Abschnitt von Braunau nach Altheim (die Altheimer Straße) die Bezeichnung B148, der Abschnitt von Altheim bis Ried und weiter bis Haag am Hausruck als Rieder Straße die Bezeichnung B141.